# Sizaire Frères
Sizaire Frères – francuskie przedsiębiorstwo produkujące samochody, założone przez braci Sizaire po zamknięciu firmy Sizaire-Naudin. Równolegle montowano luksusowe modele na rynek angielski pod marką Sizaire-Berwick. Po zamknięciu zakładu we Francji, Georges Sizaire rozpoczął w Belgii montaż modeli Belga Rise, początkowo jako "Sizaire Belge". Bracia Sizaire byli znani ze stosowania w montowanych przez siebie autach silników systemu Knighta. 